# 朱文奎
朱 文奎（しゅ ぶんけい、洪武29年10月30日（1396年11月30日） - 建文4年（1402年）?）は、明の皇太子。第2代皇帝建文帝の長男。弟は朱文圭。

## 生涯
建文元年（1399年）にわずか4歳で皇太子に指名された。しかし靖難の変が起こって建文帝の軍が大敗し、燕王朱棣（後の永楽帝）が南京に入城を果たすと行方不明となった。建文帝と雲南に逃亡したとも、殺されたともいわれる。